# Спортивне скелелазіння на літніх Олімпійських іграх 2020 (чоловіки)
Змагання зі спортивного скелелазіння серед чоловіків на літніх Олімпійських іграх 2020 року відбулися 3 і 5 серпня 2021 року. Комплект нагород розіграно в дисципліні багатоборство, що складається з трьох видів: лазіння на швидкість, болдеринг, лазіння на трудність. Змагання відбулись у Парку міських видів спорту Аомі в Токіо. Змагалися 20 спортсменів з 15 країн.
Басса Мавем з Франції після кваліфікації мусив знятися через травму лівої руки .
Укладачами боулдерингових маршрутів є Персі Біштон (керівник) з Великої Британії, Мануель Гасслер зі Швейцарії, Ромен Кабессут з Франції і Гаррет Грегор зі США.
Укладачі маршруту для лазіння на трудність - Адам Пустельнік (керівник) з Польщі, Ян Збранек з Чехії, Хіросі Окано і Акіто Мацусіма з Японії.

## Передісторія
Це була перша поява спортивного скелелазіння на Олімпійських іграх.

## Формат змагань
Кваліфікаційний раунд також складається з трьох видів: лазіння на швидкість, боулдерінг і лазіння на трудність. За кожне місце нараховуються бали, які множаться, і переможцем стає учасник, у якого це число виходить найменшим. До фіналу за підсумками кваліфікації виходять вісім найкращих спортсменів.

## Рекорди
Перед початком змагань світовий і олімпійський рекорди були такими:
| Рекорд на швидкість | Рекорд на швидкість    | Рекорд на швидкість | Рекорд на швидкість                     | Рекорд на швидкість |
| ------------------- | ---------------------- | ------------------- | --------------------------------------- | ------------------- |
| Світовий рекорд     | Веддрік Леонардо (INA) | 5.208               | Солт-Лейк-Сіті, Сполучені Штати Америки | 28 травня 2021      |
| Олімпійський рекорд | Не встановлено         | –                   | –                                       | –                   |

## Розклад
Вказано - японський стандартний час (UTC+9).
| Дата                    | час   | змагання                            |
| ----------------------- | ----- | ----------------------------------- |
| Вівторок, 3 серпня 2021 | 17:00 | Кваліфікація в лазінні на швидкість |
| Вівторок, 3 серпня 2021 | 18:00 | Кваліфікація в боулдерингу          |
| Вівторок, 3 серпня 2021 | 21:10 | Кваліфікація в лазінні на трудність |
| Четвер, 5 серпня 2021   | 17:30 | Фінал у лазінні на швидкість        |
| Четвер, 5 серпня 2021   | 18:30 | Фінал у боулдерингу                 |
| Четвер, 5 серпня 2021   | 21:10 | Фінал у лазінні на трудність        |

## Результати

### Кваліфікація
До фіналу вийшли 8 найкращих скелелазів з 20 що взяли участь в кваліфікації.
| Місце | Скелелаз             | Країна                           | Лазіння на швидкість | Лазіння на швидкість | Лазіння на швидкість | Боулдеринґ | Боулдеринґ | Боулдеринґ | Боулдеринґ | Боулдеринґ | Боулдеринґ | Лазіння на трудність | Лазіння на трудність | Лазіння на трудність | Загалом | Примітки |
| Місце | Скелелаз             | Країна                           | A                    | B                    | CP                   | 1          | 2          | 3          | 4          | Результати | CP         | HR                   | TFT                  | CP                   | Загалом | Примітки |
| ----- | -------------------- | -------------------------------- | -------------------- | -------------------- | -------------------- | ---------- | ---------- | ---------- | ---------- | ---------- | ---------- | -------------------- | -------------------- | -------------------- | ------- | -------- |
| 1     | Мікаель Мавем        | Франція (FRA)                    | 5.95                 | 7.75                 | 3                    | T2z2       | T1z1       | T1z1       | z1         | 3T4z 4 5   | 1          | 28+                  | 2:24                 | 11                   | 33.00   | Q        |
| 2     | Томоа Нарасакі       | Японія (JPN)                     | DNS                  | 5.94                 | 2                    | T2z1       | T4z4       | z1         | z1         | 2T4z 6 7   | 2          | 26+                  | 2:11                 | 14                   | 56.00   | Q        |
| 3     | Колін Даффі          | США (USA)                        | 6.23                 | 6.85                 | 6                    | T10z6      | –          | T7z6       | –          | 2T2z 17 12 | 5          | 42+                  | 4:44                 | 2                    | 60.00   | Q        |
| 4     | Якоб Шуберт          | Австрія (AUT)                    | 6.70                 | 6.94                 | 12                   | z9         | –          | z3         | T2z1       | 1T3z 2 13  | 7          | 42+                  | 4:02                 | 1                    | 84.00   | Q        |
| 5     | Адам Ондра           | Чехія (CZE)                      | 7.46                 | 8.16                 | 18                   | T4z4       | –          | z4         | T3z3       | 2T3z 7 11  | 3          | 39+                  |                      | 4                    | 216.00  | Q        |
| 6     | Альберто Хінес Лопес | Іспанія (ESP)                    | 6.48                 | 6.32                 | 7                    | –          | –          | T12z4      | –          | 1T1z 12 4  | 14         | 41+                  |                      | 3                    | 294.00  | Q        |
| 7     | Басса Мавем          | Франція (FRA)                    | 5.45                 | 5.67                 | 1                    | z4         | –          | –          | –          | 0T1z 0 4   | 18         | 7                    |                      | 20                   | 360.00  | OR, Q    |
| 8     | Натаніел Коулман     | США (USA)                        | 6.51                 | 6.52                 | 10                   | z1         | –          | T4z3       | z2         | 1T3z 4 6   | 11         | 39                   |                      | 5                    | 550.00  | Q        |
| 9     | Александер Меґос     | Німеччина (GER)                  | 9.89                 | 7.47                 | 19                   | T2z1       | z6         | z7         | z1         | 1T4z 2 15  | 6          | 36+                  |                      | 6                    | 684.00  |          |
| 10    | Джон Вон Чхон        | Південна Корея (KOR)             | 6.21                 | Fall                 | 5                    | z4         | –          | T3z3       | z3         | 1T3z 3 10  | 10         | 26+                  | 2:34                 | 16                   | 800.00  |          |
| 11    | Рішат Хайбуллін      | Казахстан (KAZ)                  | 6.90                 | 6.19                 | 4                    | –          | –          | z3         | –          | 0T1z 0 3   | 17         | 28+                  | 3:09                 | 13                   | 884.00  |          |
| 12    | Ян Гоєр              | Німеччина (GER)                  | 6.63                 | Fall                 | 11                   | z2         | –          | T3z3       | z3         | 1T3z 3 8   | 9          | 29+                  |                      | 9                    | 891.00  |          |
| 13    | Олексій Рубцов       | Олімпійський комітет Росії (ROC) | 8.09                 | 7.23                 | 16                   | T6z3       | –          | –          | T1z1       | 2T2z 7 4   | 4          | 26+                  | 2:29                 | 15                   | 960.00  |          |
| 14    | Пань Юфей            | Китай (CHN)                      | 8.63                 | 7.59                 | 20                   | T2z2       | –          | z12        | z1         | 1T3z 2 15  | 8          | 36                   |                      | 7                    | 1120.00 |          |
| 15    | Мікаель Піккольруац  | Італія (ITA)                     | 6.33                 | 6.46                 | 8                    | T5z5       | –          | z2         | –          | 1T2z 5 7   | 13         | 28+                  | 2:33                 | 12                   | 1248.00 |          |
| 16    | Хрістофер Коссер     | ПАР (RSA)                        | 6.48                 | 7.55                 | 9                    | z7         | –          | z8         | –          | 0T2z 0 15  | 16         | 29                   |                      | 10                   | 1440.00 |          |
| 17    | Шон Маккол           | Канада (CAN)                     | 9.18                 | 6.93                 | 14                   | z2         | –          | z1         | –          | 0T2z 0 3   | 15         | 35+                  |                      | 8                    | 1680.00 |          |
| 18    | Каї Харада           | Японія (JPN)                     | Fall                 | 7.08                 | 15                   | T4z1       | –          | z7         | –          | 1T2z 4 8   | 12         | 25+                  |                      | 17                   | 3060.00 |          |
| 19    | Людовіко Фоссалі     | Італія (ITA)                     | 6.71                 | 7.39                 | 13                   | –          | –          | –          | –          | 0T0z 0 0   | 19.5       | 25                   | 2:48                 | 18                   | 4563.00 |          |
| 20    | Том О'Галлоран       | Австралія (AUS)                  | 7.34                 | 12.20                | 17                   | –          | –          | –          | –          | 0T0z 0 0   | 19.5       | 25                   | 3:58                 | 19                   | 6298.50 |          |

### Фінал
| Місце | Скелелаз             | Країна        | Лазіння на швидкість | Лазіння на швидкість | Лазіння на швидкість | Лазіння на швидкість | Лазіння на швидкість | Лазіння на швидкість | Лазіння на швидкість | Боулдеринґ | Боулдеринґ | Боулдеринґ | Боулдеринґ | Боулдеринґ | Лазіння на трудність | Лазіння на трудність | Лазіння на трудність | Загалом | Примітки |
| Місце | Скелелаз             | Країна        | Чвертьфінали         | Чвертьфінали         | Півфінали            | Півфінали            | Фінали               | Фінали               | CP                   | 1          | 2          | 3          | Результати | CP         | HR                   | TFT                  | CP                   | Загалом | Примітки |
| Місце | Скелелаз             | Країна        | З                    | Ч                    | З                    | Ч                    | З                    | Ч                    | CP                   | 1          | 2          | 3          | Результати | CP         | HR                   | TFT                  | CP                   | Загалом | Примітки |
| ----- | -------------------- | ------------- | -------------------- | -------------------- | -------------------- | -------------------- | -------------------- | -------------------- | -------------------- | ---------- | ---------- | ---------- | ---------- | ---------- | -------------------- | -------------------- | -------------------- | ------- | -------- |
| 1     | Альберто Хінес Лопес | Іспанія (ESP) | 2                    | W                    | 7                    | 6.56                 | 12                   | 6.42                 | 1                    | z1         | z7         | z1         | 0T3z 0 9   | 7          | 38+                  |                      | 4                    | 28      |          |
| 2     | Натаніел Коулман     | США (USA)     | 4                    | 6.45                 | 6                    | 6.21                 | 10                   | Fall                 | 6                    | T1z1       | T3z2       | z1         | 2T3z 4 4   | 1          | 34+                  |                      | 5                    | 30      |          |
| 3     | Якоб Шуберт          | Австрія (AUT) | 3                    | 9.18                 | 6                    | 6.76                 | 9                    | W                    | 7                    | T1z1       | z5         | z1         | 1T3z 1 7   | 5          | Top                  |                      | 1                    | 35      |          |
| 4     | Томоа Нарасакі       | Японія (JPN)  | 3                    | 6.11                 | 8                    | 6.02                 | 12                   | 7.82                 | 2                    | T1z1       | z3         | z1         | 1T3z 1 5   | 3          | 33+                  |                      | 6                    | 36      |          |
| 5     | Мікаель Мавем        | Франція (FRA) | 4                    | 6.36                 | 8                    | 7.05                 | 11                   | 6.47                 | 3                    | T1z1       | z1         | z1         | 1T3z 1 3   | 2          | 23+                  |                      | 7                    | 42      |          |
| 6     | Адам Ондра           | Чехія (CZE)   | 1                    | 7.44                 | 7                    | 7.03                 | 11                   | 6.86                 | 4                    | T2z1       | –          | z1         | 1T2z 2 2   | 6          | 42+                  |                      | 2                    | 48      |          |
| 7     | Колін Даффі          | США (USA)     | 2                    | FS                   | 5                    | W                    | 10                   | 6.35                 | 5                    | T1z1       | z3         | z1         | 1T3z 1 5   | 4          | 40                   |                      | 3                    | 60      |          |
| 8     | Басса Мавем          | Франція (FRA) | 1                    | DNS                  | 5                    | DNS                  | 9                    | DNS                  | 8                    | –          | –          | –          | 0T0z 0 0   | 8          | DNS                  |                      | 8                    | 512     | I        |